# 西藏素方花
西藏素方花（学名：Jasminum officinale var. tibeticum）是木犀科素馨属素方花的变种。分布于中国大陆的四川、西藏等地，生长于海拔2,100米至4,000米的地区，见于灌丛、山谷和河边，目前尚未由人工引种栽培。